# Maciej Lampe
Pour les articles homonymes, voir Lampe (homonymie).
Maciej Bolesław Lampe, né le 5 février 1985 à Łódź (Pologne), est un joueur polono-suédois de basket-ball.

## Carrière professionnelle
Originaire de Łódź, Pologne, Lampe a grandi à Stockholm, Suède. Il joue brièvement pour le Real Madrid dans la Liga ACB avant d'être prêté au club de l'université Complutense de Madrid en LEB, la deuxième division espagnole.

### Carrière NBA
Lampe est choisi par les Knicks de New York au deuxième tour (30e position) lors de la draft 2003 de la NBA. Il est élu meilleur joueur de la 2003 Reebok Rocky Mountain All-Revue Team avec des moyennes de 17,2 points et 7,0 rebonds en 32,4 minutes. Il est envoyé aux Suns de Phoenix le 5 janvier 2004 et il devient le plus jeune joueur de l'histoire des Suns dans un match de saison régulière.
En janvier 2005, il est envoyé aux Hornets de La Nouvelle-Orléans. En février 2006, il est envoyé aux Rockets de Houston en échange du meneur Moochie Norris. Il détient des moyennes en carrière NBA de 3,4 points par match, 2,2 rebonds par match et 0,3 passe décisive par match.

### En Europe
Lampe signe un contrat d'un an avec le vainqueur de la Coupe ULEB, le Dynamo Saint-Pétersbourg, mais l'équipe fait faillite peu après. Le Dynamo est exclu de la Superligue de Russie un jour avant le début de la saison. Lampe rejoint le BC Khimki Moscou. En février 2008, Khimki bat le CSKA Moscou dans la finale de la Coupe de Russie et Lampe est nommé meilleur joueur de la finale. Il signe ensuite une prolongation de contrat de trois ans avec Khimki.
Lampe signe en 2009 au Maccabi Tel-Aviv pour 2,1 millions de dollars. Il rejoint pour la saison 2010-2011, l'UNICS Kazan. En juillet 2011, il signe un contrat de deux ans avec Saski Baskonia Caja Laboral. En décembre 2012, il est nommé joueur du mois de l'Euroligue 2012-2013.
En août 2013, il rejoint le FC Barcelone où il signe un contrat de trois ans. Lors de la saison 2013-2014, Lampe est nommé meilleur joueur de la Liga ACB lors de la 25e journée, puis meilleur joueur du mois de mars,.
En juin 2014, Lampe remporte le championnat d'Espagne avec Barcelone.
Lors de la saison 2014-2015, Lampe est nommé meilleur joueur de la Liga lors de la 7e journée.
Fin décembre 2020, Lampe s'engage avec le club polonais de Wilki Morskie Szczecin qui évolue en première division polonaise.
Le Limoges CSP engage Maciej Lampe en avril 2021 comme pigiste médical de Jerry Boutsiele,,.

## Palmarès
Collectif
- Vainqueur de la Coupe de Russie : 2008
- Vainqueur de l'EuroCoupe : 2011
- Championnat d'Espagne : 2014

Individuel
- MVP de la Coupe de Russie : 2008
- MVP du championnat de Russie : 2011
- Sélection dans le cinq majeur du championnat de Russie : 2011
- Meilleur rebondeur de l'EuroCoupe : 2011 (8,06 par match en moyenne)
- Sélection dans le cinq majeur de l'EuroCoupe : 2011